# Swissman Xtreme Triathlon
Le Swissman Xtreme Triathlon ou Swissman est une compétition internationale de triathlon qui se pratique sur distance Ironman (3,8 km de natation, 180 km de vélo, 42,2 km de course à pied) à Ascona en Suisse. Classé dans la catégorie extrême par les difficultés exceptionnelles qu'il propose, il accepte des règles différentes des autres compétitions de triathlon sur distance ironman ainsi qu'un nombre réduit de compétiteurs. Créé en 2013, il est le troisième événement créé dans la catégorie « Xtreme triathlon » (Xtri) avec le Norseman en Norvège créé en 2003 et fondateur des triathlons extrêmes et le Celtman en Écosse créé en 2012.

## Histoire
Le Swissman est créé en 2013 dans le même état d’esprit et avec des règles identiques au Norseman en Norvège. Triathlon extrême dont la première édition s’est déroulée en 2002. Onze ans plus tard, la première édition est organisée, un an après celle du  Celtman en Écosse.

## Parcours
Le parcours du Swissman traverse une partie de la Suisse du sud vers le centre. Le jour du départ les triathlètes sont transportés en bateau depuis Ascona vers les Îles de Brissago, lieu du départ. Après la partie natation, la première transition a lieu à Ascona pour entamer un parcours vélo au travers des Alpes bernoises. Un parcours en direction de Brienz qui passe par les cols du Gothard, de la Furka et du Grimsel. Après la deuxième transition les compétiteurs entament un marathon en direction du sommet de Kleine Scheidegg entre la Jungfrau, l’Eiger et le Mönch, trois sommets emblématiques des Alpes bernoises.

## Règles particulières
D'une très grande difficulté cette course est soumise à certaines règles spécifiques même si elle se place sous le règlement général de la Fédération internationale de triathlon. Ces règles sont similaires pour tous les triathlons de la famille Xtri.
1. Un nombre limité de places (slots) est admis pour la compétition, mais le plus souvent autour de 250 à 300 compétiteurs en moyenne, prennent le départ le jour de la course.
2. Les triathlètes sont accompagnés pendant la course d'un supporter, famille ou ami, un compagnon de route qui « partage » cette course et qui peut porter assistance, tout en respectant les règles de soutien établies sous peine de pénalités pour le triathlète supporté. L'équipe ou le support doit pouvoir communiquer en permanence avec l'organisation pour des raisons de sécurité du triathlète.
3. Les barrières horaires finales de la course à pied dirigent les triathlètes vers des lignes d'arrivées différentes.  Dans tous les cas, les triathlètes effectuent les sept à dix derniers kilomètres avec leur accompagnateur pour franchir la finishline quasiment ensemble.

## Palmarès
| Année     | Hommes                                   | Hommes                                   | Hommes                                   | Femmes                                   | Femmes                                   | Femmes                                   |
| Année     | Médaille d'or                            | Médaille d'argent                        | Médaille de bronze                       | Médaille d'or                            | Médaille d'argent                        | Médaille de bronze                       |
| --------- | ---------------------------------------- | ---------------------------------------- | ---------------------------------------- | ---------------------------------------- | ---------------------------------------- | ---------------------------------------- |
| 2025      | Samuel Coté                              | Nicola Buchs                             | Meik Randegger                           | Maisa Tuliniemi                          | Yael van der Geest                       | Karianne Lancee                          |
| 2024      | Christophe Martignier                    | Patrik Ericsson                          | Maximilian Kirmeier                      | Andrea Rösch                             | Cindy Friebel                            | Michela Segalada                         |
| 2023      | Ramon Krebs                              | Patrik Ericsson                          | Joël Jound                               | Nikoline Haugen                          | Sonja Tajsich                            | Sandra Wolf                              |
| 2022      | Hans Christian Tungesvik                 | Urs Müller                               | Patrik Ericsson                          | Flora Colledge                           | Elena Cavallasca                         | Andrea Rösch                             |
| 2021 2020 | Épreuves annulées pour cause de Covid-19 | Épreuves annulées pour cause de Covid-19 | Épreuves annulées pour cause de Covid-19 | Épreuves annulées pour cause de Covid-19 | Épreuves annulées pour cause de Covid-19 | Épreuves annulées pour cause de Covid-19 |
| 2019      | Mathias Nüesch                           | Stefan Graf                              | Lorenz Erland Linde                      | Flora Colledge                           | Julia Nikolopoulos                       | Heleen de Hooge                          |
| 2018      | Michał Rajca                             | Christian Rutschmann                     | Gabriel Hopf                             | Flora Colledge                           | Jacqueline Schmid                        | Julia Nikolopoulos                       |
| 2017      | Alain Friedrich                          | Gabriel Hopf                             | Trond Atle Smedsrud                      | Tabea Ruegge                             | Julie Flakne Andresen                    | Cornelia Käser                           |
| 2016      | Allan Hovdda                             | Andreas Wolpert                          | Sebastian Braüer                         | Lise Lavoll Borgen                       | Julia Nikolopoulos                       | Nicole Hofer                             |
| 2015      | Rafael Wyss                              | Andreas Wolpert                          | Kjetil Hagtvedt Dammen                   | Nina Brenn                               | Julia Nikolopoulos                       | Alexandra Hagspiel                       |
| 2014      | Andreas Wolpert                          | Mike Schifferle                          | Rafael Wyss                              | Barbara Bracher                          | Julia Nikolopoulos                       | Alexandra Mitschke                       |
| 2013      | Markus Stierli                           | Rafael Wyss                              | Andrea Zamboni                           | Emma Pooley                              | Andrea Huser                             | Julia Nikolopoulos                       |